# Bachelorette
Bachelorette is een Amerikaanse komediefilm uit 2012 onder regie van Leslye Headland. De film is gebaseerd op Headlands eigen toneelstuk en ging in première op het Sundance Film Festival.

## Plot
Regan, Katie en Gena zijn drie vrouwen uit de klas van '99 die vroeger populaire meiden waren en vaak de spot dreven met Becky, die kampt met overgewicht. Tegenwoordig is Regan een succesvolle zakenvrouw in een ongelukkige relatie, werkt de domme Katie met de homoseksuele Manny tot haar verdriet in een kledingzaak, en Gena is naar Los Angeles verhuisd, waar ze een reeks onenightstands op haar naam heeft staan waar ze geen genoegdoening uit haalt. Als het drietal tot hun grote verbazing wordt uitgenodigd om de bruidsmeisjes van Becky te zijn, worden ze met elkaar herenigd. Problemen ontstaan als ze de bruidsjurk op het vrijgezellenfeest verwoesten en slechts een paar uur de tijd hebben om deze te maken, voordat Becky erachter komt wat er aan de hand is. Afleiding komt van een reeks mannen met wie ze in romantisch conflict zijn, en van het feit dat ze te veel alcohol hebben gedronken en cocaïne hebben gesnoven.

## Rolverdeling
- Kirsten Dunst als Regan Crawford
- Isla Fisher als Katie Lawrence
- Lizzy Caplan als Gena Myers
- Rebel Wilson als Becky Archer
- Kyle Bornheimer als Joe
- James Marsden als Trevor Graham
- Adam Scott als Clyde Goddard
- Paul Corning als Jack
- Andrew Rannells als Manny
- Hayes MacArthur als Dale Beaumont
- Ann Dowd als Victoria

## Ontvangst
De film kreeg in Amerika een gelimiteerde release, en opende in Nederland ook in slechts 37 zalen. De film kreeg in de Verenigde Staten zeer matige reacties, maar werd door de Nederlandse pers veel positiever ontvangen. Verscheidene recensenten vergeleken de film onder andere met Bridesmaids (2011) en The Hangover (2009). De Volkskrant weet de slechte kritieken in de Verenigde Staten aan de onsympathieke personages in de film, die niet als eendimensionaal 'slecht' worden neergezet. De recensent schreef dat de personages zich aanstellen, maar wel tweezijdig zijn: "Achter de vileine humor wordt de tragiek van hun levens steeds duidelijker voelbaar. Die combinatie van overdrijving en waarachtigheid maakt Bachelorette bij vlagen geniaal. Weinig komedies zijn zo geestig, zo grof en zo schrijnend tegelijk." De criticus van de Sp!ts was het hiermee eens, en schreef dat het in de film gaat om "een stel egocentrische, ijskoude dames, die nergens geestig zijn, maar slechts irritatie opwekken. Hypocriet genoeg wordt gepoogd om hen in de slotscènes toch menselijk te maken, maar die poging komt niet alleen te laat, hij is ook te doorzichtig."